# Závadka (okres Michalovce)
Závadka is een Slowaakse gemeente in de regio Košice, en maakt deel uit van het district Michalovce.
Závadka telt 442 inwoners.